# Burkheim am Kaiserstuhl
Burkheim am Kaiserstuhl (früher: Burkheim am Rhein) ist eine Teilgemeinde der Stadt Vogtsburg im Kaiserstuhl und liegt am Westrand des Kaiserstuhls. Bekannt ist Burkheim vor allem für seine historische Altstadt und seinen Wein. Bis zur Gemeindereform am 1. Januar 1975 hatte Burkheim ein eigenes Stadtrecht. Dieses wurde an die neue Gemeinde Vogtsburg übertragen.

## Geografie
Die Altstadt von Burkheim sowie das Schloss liegen am Humberg, einer Anhöhe der Vorläufer des Kaiserstuhlmassivs. Die Gemarkungsfläche von Burkheim beträgt insgesamt 573 ha und teilt sich auf in 232 ha Obst- und Ackerbau, 184 ha Wald und 157 ha Reben. Überwiegend für den Weinbau genutzt werden der Schlossberg in nordwestlicher Richtung sowie der Feuerberg in nördlicher Richtung. Weitere Reblagen befinden sich im flacheren Gebiet östlich in Richtung Bischoffingen und Oberrotweil. Der Süden der Stadt läuft in Richtung Breisach in die Rheinebene aus. Diese Gebiete werden landwirtschaftlich durch Obst- und Ackerbau genutzt.
Westlich von Burkheim befindet sich der Rheinwald. Davor erstreckt sich ein Hochwasserdamm auf der gesamten Strecke von Breisach bis an die Gemarkung von Jechtingen. Zahlreiche Altwasser und Rheinauen durchziehen den Wald, wo auch das Naturschutzgebiet Rappennestgießen liegt. Weiterhin befinden sich dort die Sportstätten des SV Burkheim, die Kläranlage der Stadt Vogtsburg und ein Kieswerk mit zugehörendem Baggersee. Ein Kulturwehr teilt den Rhein in Altrhein und den schiffbaren großen Elsässer Rheinseitenkanal. Zwischen Burkheim und Jechtingen befindet sich der 291 Meter hohe Haberberg. Der Burkheimer Baggersee am Altrhein ist mit 182 m. ü. M. der niedrigste Punkt des ganzen Landkreises Breisgau-Hochschwarzwald.
Die Burkheimer Gemarkung grenzt an die von Breisach, Jechtingen, Bischoffingen und Oberrotweil. Auf der elsässischen Seite grenzen die Gemeinden Baltzenheim und Kunheim an.

## Geschichte

### Frühgeschichte und Mittelalter
Die erste Siedlung auf dem Burkheimer Schlossberg wird auf ca. 2000 v. Chr. datiert. Zahlreich sind die archäologischen Funde aus der Urnenfelderzeit zwischen 1200 und 800 v. Chr., die 1984 freigelegt wurden.  Warum und zu welchem Zeitpunkt diese Siedlung aufgegeben wurde, ist nicht bekannt.
Im 3. Jahrhundert n. Chr. wurden die rechtsrheinischen Gebiete infolge des Limesfalls durch die Alemannen erobert und besetzt und der Rhein wurde zur Grenze des Römischen Reiches. Nachdem die Franken die Alemannen im 4. Jahrhundert spätestens durch ihren Sieg in der Schlacht von Zülpich hinter Lauter und Murg verdrängt hatten, entstanden zahlreiche fränkische Siedlungen am Oberrhein. Die Silbe „-heim“ im Ortsnamen ist fränkischen Ursprungs und bezieht sich auf eine merowingische Siedlung, die um 700 entstanden sein dürfte. Ein Motiv für die Ansiedlung dürfte die Lage am Rhein und die dadurch bestehenden Verbindungen zum alten Stammesgebiet der Franken gewesen sein. Zudem war der Ort, bedingt durch seine Lage am Gebirgsbogen aus Humberg, Mondhalde und Totenkopf, vor Nord- und Ostwinden geschützt.
Am 13. März 762 wurde der Ort als Burchheim in einem Testament Bischofs Heddo von Straßburg zum ersten Mal urkundlich erwähnt, der ein Gut am Ort an das Kloster Ettenheimmünster abgab. Der Weinbau wird erstmals am 24. Juni 778 anlässlich der Schenkung eines Heibo an das Kloster Lorsch im Lorscher Codex erwähnt. Im 9. Jahrhundert existierte am Ort bereits eine Petrikirche.
952 ging der Ort als Teil des Königshofes von Riegel zum Kloster Einsiedeln (Schweiz) über, nachdem er Otto I. ihn Guntram dem Reichen wegen Hochverrats entzogen hatte. Das entfernte Kloster ließ die Besitztümer durch Schirmvögte verwalten, darunter als erster Dietrich von Rimsingen, der erste überlieferte Üsenberger. Um 1150 wechselte der Besitz als Folge der Aufteilung des Kammerguts in Riegel an die Herren von Hachberg. Heinrich I. von Hachberg vermachte Vergabungen in castro Burcheim 1231 an das Kloster Tennenbach. Seine Vorfahren hatten die Burg zwar ausgebaut, sie war dennoch nicht für einen längeren Aufenthalt ausgelegt. Ebenfalls in der ersten Hälfte des 12. Jahrhunderts existierte ein Ortsadel, der bis Anfang des 15. Jahrhunderts mehrfach als von Burgheim oder de Burchaim erwähnt wird und als Ministeriale der Zähringer tätig war. Heinrich IV. verpfändete indes zeitweise Stadt und Burg an seinen Schwiegervater Burkhart III. von Üsenberg, um seine Schulden bei einem Breisacher Juden bezahlen zu können.
Die Gemeinden Burkheim, Jechtingen, Ober- und Niederrotweil, Oberbergen und Vogtsburg wurden vermutlich unter den Hachbergern zur Herrschaft Burkheim zusammengefasst. In diese Zeit fällt vermutlich die Verleihung des Stadtrechts, die jedoch mangels Auffindbarkeit der entsprechenden Urkunde nicht mehr genau datiert werden kann. Sie muss jedoch vor 1348 geschehen sein. Gerechtfertigt wurde dies durch Burkheims Rolle als eine von 44 Zollstätten am Rhein, der dort bereits seit langer Zeit durch die Burg kontrolliert werden konnte.
1330 erwarb der Habsburger Herzog Otto IV. von Österreich von den Hachbergern Rudolf II. und Otto I. die Stadt Burkheim zusammen mit deren restlichem Besitz am westlichen Kaiserstuhl. In der Folgezeit unter habsburgischer Herrschaft wurde Burkheim mehrfach an verschiedene Pfandherren aus der Schweiz, dem Elsass und dem Breisgau verliehen. Der mit der Herrschaft verbundene Grundbesitz war nicht besonders umfangreich und bestand noch 1548 lediglich aus zwei Jauchert Acker (heute: Schlossgarten), einer Wiese neben dem Rhein sowie einer im Rotweiler Bann, dem Herrenwald und einem Weinberg. Dies könnte erklären, weshalb Berthold von Staufen zusammen mit seinen Mit-Pfandherren Hans und Lützelmann von Rathsamhausen um das Jahr 1427 ein Schiff aus Basel um 4,5 Tonnen Heringe erleichterten, als dieses wegen Eisgangs auf dem Rhein in Burkheim gelegen war.
Am zweiten Weihnachtsfeiertag 1347 übernachtete Kaiser Karl IV. in Burkheim, als dieses unter der Pfandherrschaft von Eppo von Hattstatt stand. Im folgenden Jahr übertrug der Kaiser der Stadt einige Privilegien, darunter die Gerichtsbarkeit für den Pfandherren, das Recht zum Betrieb einer Fähre (die es jedoch schon früher gegeben haben dürfte), zur Erhebung eines Umgelts (50 % erhielt die Herrschaft) sowie das Recht, ein eigenes Siegel führen zu dürfen. Letzteres wurde bis in das 16. Jahrhundert hinein geführt und hatte nur drei Türme, statt der heutigen fünf. Deren Giebel und Türme wurden von Kugeln gekrönt, statt der heutigen Fähnchen. 1472 erhielt die Stadt von Sigmund von Österreich das Marktrecht für den Wochenmarkt an jedem Samstag. 1479 kamen unter Friedrich III. zwei Jahrmärkte hinzu: an St. Ulrich (4. Juli) und einen an St. Gallus (16. Oktober). Die genannten Rechte wurden zwar bis in das 17. Jahrhundert mehrfach bestätigt, jedoch nicht mehr erweitert.
Bevor das ehemals habsburgerische Freiburg im Üechtland 1452 an das Haus Savoyen gefallen war, erhielt Thüring II. von Hallwyl durch Friedrich IV. und Albrecht V. Burkheim sowie „Rechte auf den Strom“ als Lehen. Er war den Habsburgern sehr treu gewesen und hatte sein Burglehen Lenzburg verloren, als Bern 1415 infolge des Konzils von Konstanz den westlichen Aargau übernommen hatte. Nach dessen Tod fiel Burkheim wieder an Österreich.
1454 lieh sich Albrecht VI. von der Stadt Breisach 400 rheinische Gulden gegen Burkheim als Pfand. 1472 trat Breisach das Pfandrecht an die Grafen von Tübingen ab. Das Verhältnis zwischen Stadt und Pfandherren war seit länger Zeit durch mehrere Streitigkeiten geprägt, die 1504 durch ein Abkommen mit Konrad von Tübingen (1482–1510) beigelegt werden konnten. Darin enthalten waren beispielsweise Regelungen zum Erteilen des Bürgerrechts, zur Überprüfung diverser Handwerker und von Gewichten, zur Leistung von Diensten für Stadt und Pfandherr, zum Fluchen und Lästern sowie die entsprechenden Strafen für Verstöße. Zudem bestimmte der Vertrag, dass Burkheim in Kriegszeiten für eine Truppe von 24 Mann aus dem Talgang Fähnrich und Hauptmann zu stellen hatte.
Burkheim war kleiner als der Rest der Herrschaft und besaß 1475 lediglich 34 Herdstätten.
Im Deutschen Bauernkrieg wurden laut Witt weder die Stadt, noch die ohnehin baufällige Burg wesentlich in Mitleidenschaft gezogen. Bernd Ottnad vertritt hingegen die Meinung, Burkheim sei von Hans Ziler von Amoltern zerstört worden. 1548 erhielt Christoph von Sternsee von Ferdinand I. Burkheim als Pfand gegen 10.000 Gulden. Während seiner Herrschaftszeit wurde der Colmarer Dichter Jörg Wickram (um 1505–1562) ab 1554 als Burkheimer Stadtschreiber eingesetzt.

### Blütezeit unter Lazarus von Schwendi
Die wirtschaftliche und politische Blütezeit von Burkheim begann mit der Herrschaft von Lazarus von Schwendi (1522–1583). Schwendi erhielt die Herrschaft Burkheim und Talgang am 12. August 1560 von Kaiser Ferdinand als Pfand für 11.000 Gulden. Bereits 1561 wurden ihm die Ländereien auf Lebenszeit übertragen, Burkheim durfte ab 1580 sogar 100 Jahre lang unkündbar bei seinem Geschlecht verbleiben. Weiterhin wurden ihm die Herrschaften von Triberg im Schwarzwald (1563) und Kirchhofen (Breisgau) zugesprochen (1572) und er wurde Freiherr zu Hohenlandsberg (Elsass) mit den Orten Kientzheim, Kaysersberg sowie zehn weiteren Dörfern. Er ließ die zerstörte Burg von 1561 bis 1572 für 13.100 Gulden aus seinem Vermögen zu einem Renaissanceschloss ausbauen und ließ sich die Kosten erst danach auf den Pfandschilling anrechnen. Er erwarb die städtische Mühle mit ihren Gärten, den Ziegelhof, die Badstube und den Mühlenweiher. Für letzten bezahlte er neben Geld mit zwei silbernen Bechern. Schwendi ordnete eine gerechtere Fronordnung an und stiftete einen Fonds zur Gründung einer Schule. sowie ein Spital mit den Räumlichkeiten. Schwendi regelte auch die Neuordnung der Burkheimer Zünfte. Die bereits bestehende Fischerzunft erhielt 1564 eine neue Satzung, 1571 gestattete er den Handwerkern ebenso den Zusammenschluss in einer Zunft, wie den Bauern und Rebleuten. Die Satzungen der Zünfte sind bis heute in Kraft. Schwendi verbesserte die Befestigung der Stadt und erhöhte zudem ihre Verteidigungskraft dadurch, dass jeder Zunftbruder Waffe, Munition und Rüstung besitzen musste. Mit Waffengewalt sorgte er dafür, dass es nicht zu Streitereien und Übergriffen seitens der benachbarten Burg Sponeck kam.
Es wird Schwendi nachgesagt, dass er von seinen Eroberungsfeldzügen in Ungarn Setzlinge der Tokajer-Rebe an den Kaiserstuhl und in das Elsass mitbrachte. Wissenschaftlich kann dies nicht belegt werden, nach neueren Erkenntnissen ist dies eher unwahrscheinlich. Dagegen spricht, dass er ein Weingut in Ungarisch-Neustadtl (heute: Baia Mare, Rumänien) besaß und, im Gegensatz zu vielen Äckern und Wiesen, kaum Weinberge für seine Herrschaft erwarb. Im Schlossgarten unterhielt Schwendi einen Versuchsgarten, in dem er neue Früchte aus Italien anbauen ließ und Anbaumethoden unter den klimatischen Bedingungen des Kaiserstuhls erprobt wurden.

### Die Zeit nach von Schwendis Tod bis zur Neuzeit

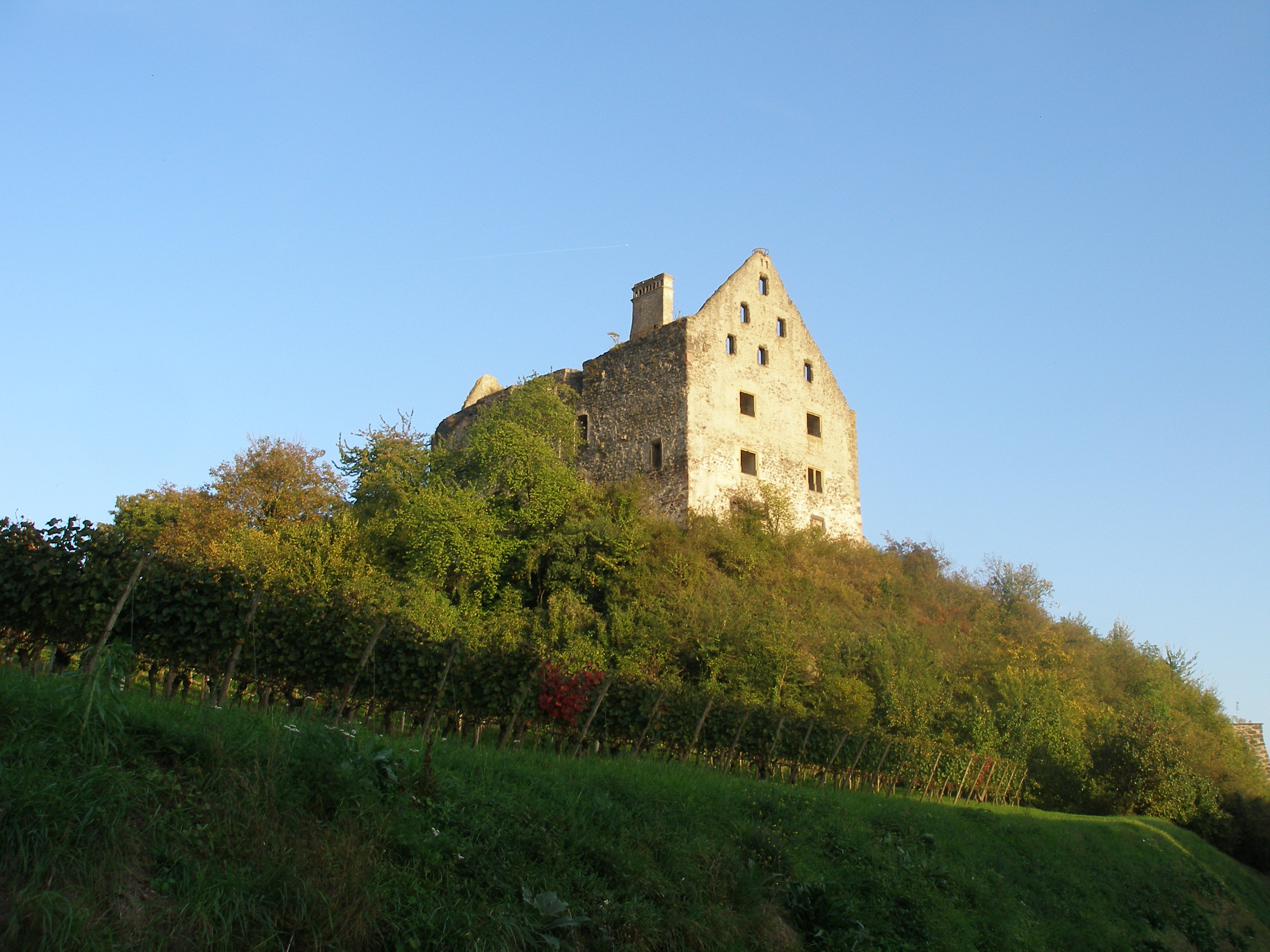
Schlossruine

Einige von Schwendis Regelungen hatten die Burkheimer zwar massiv in ihren Rechten eingeschränkt, führten aber zu keiner Erhebung gegen den mächtigen Pfandherren. Kurz nach dessen Tod häuften sich jedoch die Klagen über die beschneidenden Regelungen in Sachen, wie der Konfiskation, des Stubenrechts, der Lieferung des Steuerweins, der Fischerei- und Holzrechte, der Jagd, dem Gebrauch der Stadtgräben sowie der ehelichen Beiwohnung. Ebenfalls moniert wurde von Schwendis Steuerfreiheit für seine vielen Güter und das daraus geschmälerte Stadteinkommen. Die Streitigkeiten wurden mit einem Vergleich im Jahr 1584 größtenteils beigelegt.
Von Schwendis Sohn Hans-Wilhelm war häufig verschuldet und veräußerte daher Teile des geerbten Besitzes. Die Stadt vergab bald selbstständiger als zuvor Bürgerrechte auch an teilweise recht mittellose Leute sowie an arme Knechte, die Bürgertöchter heirateten. Die Stadt verarmte, was von Schwendi dazu veranlasste, ihr am 8. Oktober 1598 eine neue Satzung zu geben. Hiernach erhielten nur noch diejenigen das Bürgerrecht, die eine bestimmte Geldsumme in bar oder Sachwerten besaßen. Dennoch verschlechterte sich die Lage der Stadt und die Kriminalität nahm zu. 1613 wurden auf dem noch heute so bezeichneten Hexenplatz zwei (nach anderen Quellen sieben) Frauen wegen Hexerei verbrannt.
Wie viele Ortschaften am Oberrhein, wurde Burkheim im Dreißigjährigen Krieg stark in Mitleidenschaft gezogen. Bereits zuvor waren zahlreiche Einwohner der Pest erlegen. Die Schweden wollten Burkheim und Neuenburg einnehmen, um der kaiserlichen Festung Breisach den Nachschub über den Rhein abzuschneiden. Am 1. Juni 1633 konnte eine Belagerung durch einen Ausfall der Burkheimer aufgelöst werden. Nachdem sich der Großteil der Einwohner und der kaiserlichen Besatzung nach Breisach begeben hatte, wurde die Stadt am 24. Juni 1633 kampflos an den schwedischen General Otto Ludwig von Salm-Kyrburg-Mörchingen übergeben. Im Herbst 1633 befreite der kaiserliche General Johann von Aldringen Burkheim von Breisach aus. Beide Feldherren quartierten Truppen in Burkheim ein, was zu Entbehrungen seitens der geringen verbliebenen Bevölkerung führte. 1638 war es dem kaiserlichen General von Götz gelungen, das von Bernhard von Weimar belagerte Breisach, über den Rhein von Kenzingen aus mit Lebensmitteln zu beliefern. Um dies zukünftig verhindern zu können, nahm Bernhard Burkheim ein. Die Franzosen erwarben 1639 Land am Oberrhein und Burkheim wurde französisch-weimarisch.
Nur drei Gebäude und das Schloss hatten den Krieg überstanden, die Laufbrunnen waren ebenso zerstört worden, wie die Straßen, in denen man die Pflastersteine ausgerissen hatte. Seit 1633 sind in den Kirchenbüchern keine Taufen, Trauungen und Sterbefälle mehr eingetragen worden, der Pfarrdienst wurde von Jechtingen aus geleistet.
Nach dem Friedensschluss von 1648 war die gesamte Region menschenleer und verödet. Neue Einwohner kamen aus der Schweiz, Tirol, Lothringen und aus Burgund, die größtenteils vom Krieg verschont geblieben waren. Von ihrer Herkunft zeugen heute noch einige Familiennamen, wie Bercher, Jäger, Mäder, Klingenmeier, Scheiber, Liebenstein, Oberkirch, Baumann, Thoma, Trogus, Gschwender, Probst und Zwigart. Pfandherrin in dieser Zeit war Helene Eleonore von Schwendi (1599–1667), die 1609 im Abstand weniger Tage ihren Vater Hans-Wilhelm von Schwendi und ihre Mutter Clara von Raitenau verloren hatte und sich zeitlebens mit dem bayerischen Familienzweig über die Herrschaft von Hohenlandsberg gestritten hatte. Sie starb 1665.

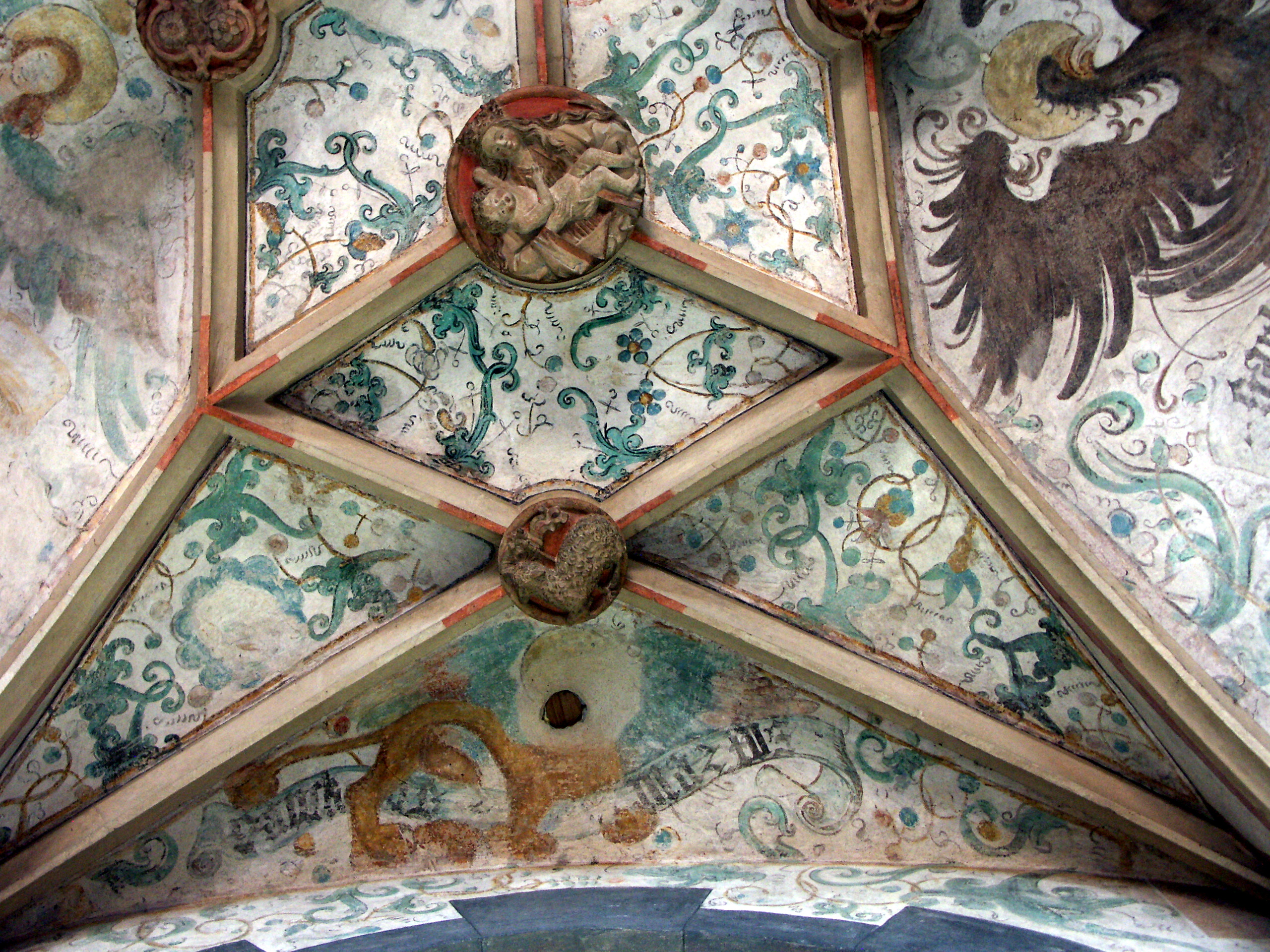
Detail der Kirchendecke

Während des Holländischen Krieges (1672–1679) wurde das Schloss von französischen Truppen zerstört, nach Pfarrer Balthasar Spindler 1672 durch Marschall de Luxemburg. Nach Witt hatte dieser zwar den Oberbefehl, befand sich aber 1672 nicht im Breisgau. Die Zerstörung der Burg sei daher vom Breisacher Gouverneur Rycour inspiriert worden. Wie die Ruinen des Schlosses damals ausgesehen haben, kann man noch heute auf dem Hochaltarbild der St.-Pankratius-Kirche sehen. Ignaz Wilhelm Kasimir von der Leyen, der Sohn von Eleonore und ihrem zweiten Ehemann Philipp von der Leyen, teilte mit seinem Halbbruder Franz Karl von Fürstenberg (1626–1682) seit 1661 die Pfandherrschaft über Burkheim. Von der Leyen ersuchte 1686 die Regierung von Vorderösterreich um Unterstützung beim Wiederaufbau der Burg, der wegen einiger noch stehender Mauern keinem vollständigen Neubau gleichgekommen wäre. Der Wiederaufbau hätte laut Kostenvoranschlag u. a. 40.000 Ziegel, 53 Wellen Schindeln, 860 Stück Bauholz und 1400 Latten erfordert.
Als 1689 französische Dragoner im Rahmen des Pfälzischen Erbfolgekriegs Winterquartier in der Stadt bezogen, zerstörten sie die verbleibenden Reste des Schlosses, die Stadtmauer sowie das Stadttor. Nun lohnte sich der Wiederaufbau nicht mehr. Das Verhältnis zwischen von Leyen und der Stadt war geprägt von diversen Streitigkeiten z. B. um die Einsetzung von Beamten oder den Herrenauwald. Die Burkheimer warfen den durch von Leyen eingesetzten Stadtschreiber samt Familie und Möbeln aus dem Haus. Wegen des Streits um den Herrenwald erschlugen sie den herzoglichen Jäger Hermann Ernst. Da die Burkheimer Einwohner den Eindruck hatten, als sollte ein neues Recht eingeführt werden, nachdem von Leyen die Herrschaft übernommen hatte, entstand die Sage, dass im Schloss ein Gespenst mit Namen Neurecht sein Unwesen treibe.
Die Ehefrau des Alexanders Heinrich von Redwitz, eine Tochter von Leyens, konnte die beiden Teile der Pfandschaft wieder zusammenführen, da Franz Karl kinderlos verstorben war. Karl VI. löste die Pfandschaft ein und wandelte die Herrschaft 1736/1737 für 37.000 Gulden in ein Lehen für den Freiburger Bürgermeister Karl Heinrich Hornus von Bernkastel.
Dessen Erbtochter Klara Katharina heiratete Franz Ferdinand Mayer von Fahnenberg. 1740 klärte ein Vergleich zwischen Stadt und der Familie von Fahnenberg die letzten bestehenden Differenzen zwischen den beiden Parteien, die beide hoch verschuldet waren. Im Zuge dieses Geldmangels hatte die Stadt 1712 nur eines der ehemals drei Stadttore wiedererrichtet, das jedoch 1780 bereits ersetzt werden musste. Ebenfalls ab 1712 wurde mit dem Aufbau der Obergeschosse des zerstörten Rathauses begonnen, der 1724 abgeschlossen werden konnte. Ab 1720 wurden das herausgerissene Pflaster der Straßen wie die ebenfalls zerstörte Wasserleitung repariert. Die Stadt verkaufte zur Finanzierung dieser Arbeiten mehrere Liegenschaften und gab zudem einige unhaltbare Privilegien auf. Die Orte des Talgangs wehrten sich währenddessen gegen die Vorherrschaft Burkheims, indem sie beispielsweise eigene Zünfte gründen wollten, anstatt dem Zwang nur Mitgliedschaft in den Burkheimer Zünften zu folgen. Kaiserin Maria Theresia ermahnte die Orte, den Burkheimern Folge zu leisten.
Nach vergeblichen Aufbauversuchen wurde das Schlossgelände 1780/1781 durch Ägid Freiherr Joseph-Karl von Fahnenberg in einen Weinberg umgewandelt. Da der Wiederaufbau an den hohen Kosten gescheitert war, verlegten die Fahnenbergs ihren Hauptsitz nach Oberrotweil. Die Bedeutung der kleinen Herrschaft ging dadurch verloren, Burkheim behielt jedoch sein Stadtrecht. Diese Rebanlage auf Vulkangestein war ein Novum, da früher Rebkulturen überwiegend auf lößbedeckten Flächen angebaut worden waren.
Während der Koalitionskriege stellte Burkheim mehrfach Bürgertruppen, wurde aber meist nicht finanziell dafür belohnt. Von 1797 bis 1803 ging Burkheim kurzzeitig an das Herzogtum Modena, dann wieder nach Österreich und schließlich 1806 mit dem Pressburger Frieden an das Großherzogtum Baden über. Der Ort war nun nicht länger Mittelpunkt einer eigenen Herrschaft, sondern wurde dem Amt Breisach zugeschlagen und verlor damit ebenso an Bedeutung, wie die Rheinfähre. Sie wurde fortan nicht mehr zum Warenverkehr mit dem Elsass eingesetzt, sondern zum Transport von Holz aus linksrheinischen Wäldern. 1820 wurde ihr Betrieb dann völlig eingestellt.
Die Zeit zwischen 1840 und 1850 brachte die Rheinbegradigung durch Johann Gottfried Tulla. War Burkheim durch die Nähe zum Rhein und der zahlreichen Rheinauen seit Jahrhunderten sehr von der Fischereiwirtschaft geprägt, ging deren Bedeutung nach der Begradigung des Rheines zurück. Die ständige Bedrohung durch Hochwasser nach der Schneeschmelze gehörten damit der Vergangenheit an. Die Fahrpost konnte Breisach nun ohne den Umweg über Oberrotweil und Achkarren erreichen. Dafür lag Burkheim nun nicht mehr am Rhein, der zuvor zur Bedeutung des Ortes beigetragen hatte. Die Bevölkerung wuchs indes von 598 Einwohnern 1818 über 711 im Jahr 1820 bis zu 844 Einwohnern 1846. Um 1843 bestand die Stadt aus 138 Häusern, in denen 156 Familien wohnten. Von den 746 Einwohnern waren alle katholisch, bis auf einen evangelischen.
Nachdem die Einnahmequelle Fischfang durch den Rückgang der Bestände als Folge der Rheinbegradigung weggebrochen war, konzentrierten sich die Einwohner Burkheims auf Acker- und Weinbau. Eine weitere Erwerbsquelle boten zunächst Tullas Baumaßnahmen. Dennoch waren viele Einwohner zur Auswanderung gezwungen, die in einer Welle direkt nach 1840 nach Algerien erfolgte, sowie in weiteren Wellen um 1850, um 1890 und nach Ende des Ersten Weltkrieges in die USA.
1901 wurde das Schloss und der zugehörige Weinberg durch Leopold Bastian, seit 1868 Weingutbesitzer in Endingen am Kaiserstuhl, von den Fahnenbergs erworben, nachdem diese 1861 das Eigentum daran erworben hatten (Allodifikation).
Die Nachfahren des Leopold Bastian sind noch heute Besitzer und vermieten das Schloss für Feierlichkeiten.

### Burkheim im 20. und 21. Jahrhundert
Keine größeren Auswirkungen auf die Stadtgeschichte hatten der Deutsch-Französische Krieg von 1870/1871 und die Industrialisierung inklusive Anschluss der Kaiserstuhlbahn. Vom Ersten Weltkrieg blieb Burkheim selbst weitgehend verschont, hatte aber 28 gefallene Einwohner zu beklagen. Mit dem Frieden von Versailles verlor Burkheim den linksrheinischen Waldbesitz (40 % des gesamten Waldbesitzes) sowie wertvolle Fischgewässer, mit der Inflation zudem die Abfindung, die es hierfür erhalten hatte. 1924 gelangte Burkheim mit der Auflösung des Bezirksamtes Breisach zum Bezirksamt Freiburg, aus dem 1939 der Landkreis Freiburg hervorgehen sollte. Die Bevölkerungszahl blieb währenddessen zwischen 1920 und 1939 ziemlich konstant.
Bedingt durch die nun wieder entstandene Grenznähe zu Frankreich wurden ab 1937 mehrere Bunkeranlagen zur Befestigung des Westwalls errichtet. Während des Zweiten Weltkrieges wurde die Bevölkerung dreimal evakuiert (1939, 1940 und 1945). Nach 1945 folgte die Besatzung und Verwaltung durch französische Verbände. Nach dem Krieg erhielten Burkheimer zwischen 1945 und 1949 mehrfach Hilfssendungen von den Nachkommen der USA-Auswanderer.
Viele Weinberge konnten nicht bewirtschaftet werden und verwilderten, so dass diese nach dem Krieg neu angelegt werden mussten. Eine Rebumlegung, die 1943 begonnen worden war, wurde fortgesetzt und sorgte zusammen mit der Umstellung auf reblausfreie Propfreben dafür, dass der Weinbau zusammen mit der entstandenen Winzergenossenschaft wieder zu einer bedeutenden Haupt- und Nebenerwerbsquelle für Burkheim wurde. 1954 wurde die Badische Weinstraße eingerichtet, deren Kaiserstuhl-Route durch Burkheim führt.

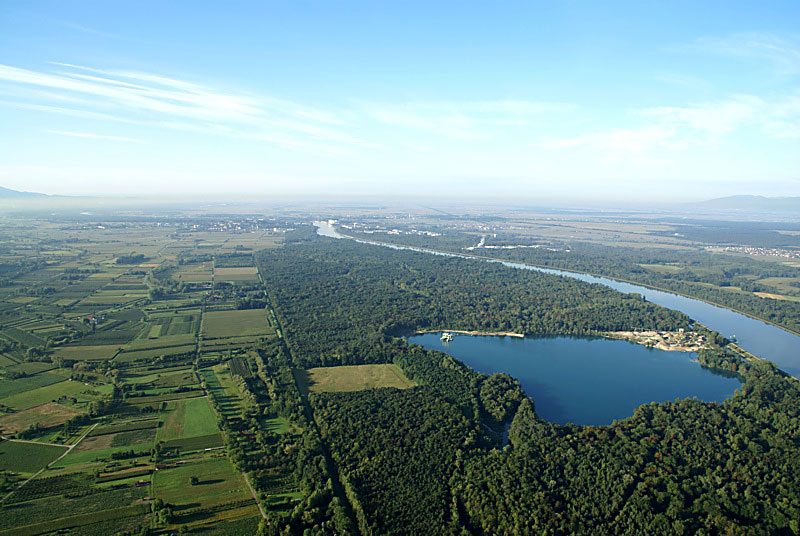
Burkheimer Baggersee mit Kieswerk

Die Einwohnerzahl lag 1950 bei 775. 1960 wurde ein neues Schulhaus errichtet. Bald danach mit dem Abbau von Kies begonnen, aus dem später der Burkheimer Baggersee hervorgehen sollte. Der Edelsplitt aus dem Werk wurde in den 1970er-Jahren über den Rhein hauptsächlich nach Belgien und in die Niederlande verkauft.
1967 wurde eine Partnerschaft zwischen Burkheim und Sigolsheim (Elsass) geschlossen, die immer noch anhält.
Im Zuge der Kreisreform Baden-Württemberg 1973 wurde Burkheim dem neu entstandenen Landkreis Breisgau-Hochschwarzwald zugeschlagen. 1975 übertrug Burkheim im Zuge der Gemeindereform sein Stadtrecht an die neuentstandene Gemeinde Vogtsburg. Seither ist Burkheim eine Teilgemeinde der Stadt Vogtsburg im Kaiserstuhl, die damit zur größten Weinbau-Gemeinde von ganz Baden-Württemberg wurde. Um das Jahr 1980 wurde Burkheim zusammen mit Schelingen gleichzeitig als bäuerliche Auspendlergemeinde bezeichnet, da beide einen im Kreisvergleich überdurchschnittlich hohen Berufspendler-Anteil besaßen.
Im Jahr 2012 wurde die Grundschule Burkheim geschlossen. Zum Jahresende 2012 hatte der Ort 920 Einwohner.

## Ortsbild
Das Ortsbild ist durch die historische Altstadt mit dem Rotweiler Tor und dem Rathaus im Renaissancestil von 1604 (Erdgeschoss) geprägt. Dessen Eingang zieren die Wappen von Vorderösterreich (mit Kaiserkrone und Kette des Ordens vom Goldenen Vlies), Lazarus von Schwendi und der ehemaligen Stadt Burkheim. An der Front finden sich zudem Wappen dreier Patrizierfamilien, die sich um die Stadt verdient gemacht haben. Das Ortsbild wird durch restaurierte Bürger- und Fachwerkhäuser, enge Gassen, Kopfsteinpflaster, Ziehbrunnen und Lindenbäume ergänzt.
Das bekannteste Fachwerkhaus ist das ehemalige Gasthaus Zu den fünf Türmen in der Mittelstadt. Südwestlich im Anschluss an die Mittelstadt erstrecken sich der Schlosshof und die Schlossruine, das Wahrzeichen Burkheims. Der obere Teil der Altstadt, die Oberstadt, ist ebenfalls durch enge Gassen sowie durch die katholische Pfarrkirche St. Pankratius geprägt, welche im 14. Jahrhundert entstanden ist und mehrfach erweitert wurde. Der Chorraum der ursprünglich gotischen Kirche ist noch aus der Bauzeit erhalten geblieben. Die Orgel in einem Gehäuse von 1752 stammt aus dem Jahr 1990 von Orgelbau Mönch. Nördlich der Kirche befinden sich der Friedhof und die benachbarte ehemalige Zehntscheune, deren Fassade trotz Umbaus in ein Wohnhaus erhalten blieb. Die gesamte Altstadt war von der von Schwendi erbauten Stadtmauer umgeben, die teilweise noch sichtbar ist. Ursprünglich hatte Burkheim drei Stadttore, heute existiert nur noch das Stadttor am Eingang der Mittelstadt. Die anderen Tore befanden sich nördlich der Kirche (Schultor, noch 1972 nachgewiesen), am westlichen Ende der Altstadt unterhalb des Schlosshofes und am östlichen Ende des Fischerviertels (Rheintor). Das Fischerviertel, die früher als Wassersuppe bezeichneten Unterstadt, liegt außerhalb der Stadtmauern und erstreckt sich südlich der Altstadt an der Stadtmauer entlang. Die gesamte Altstadt sowie die Stadtmauern und die Schlossruine stehen als Gesamtanlage Burkheim a. K. unter Denkmalschutz.

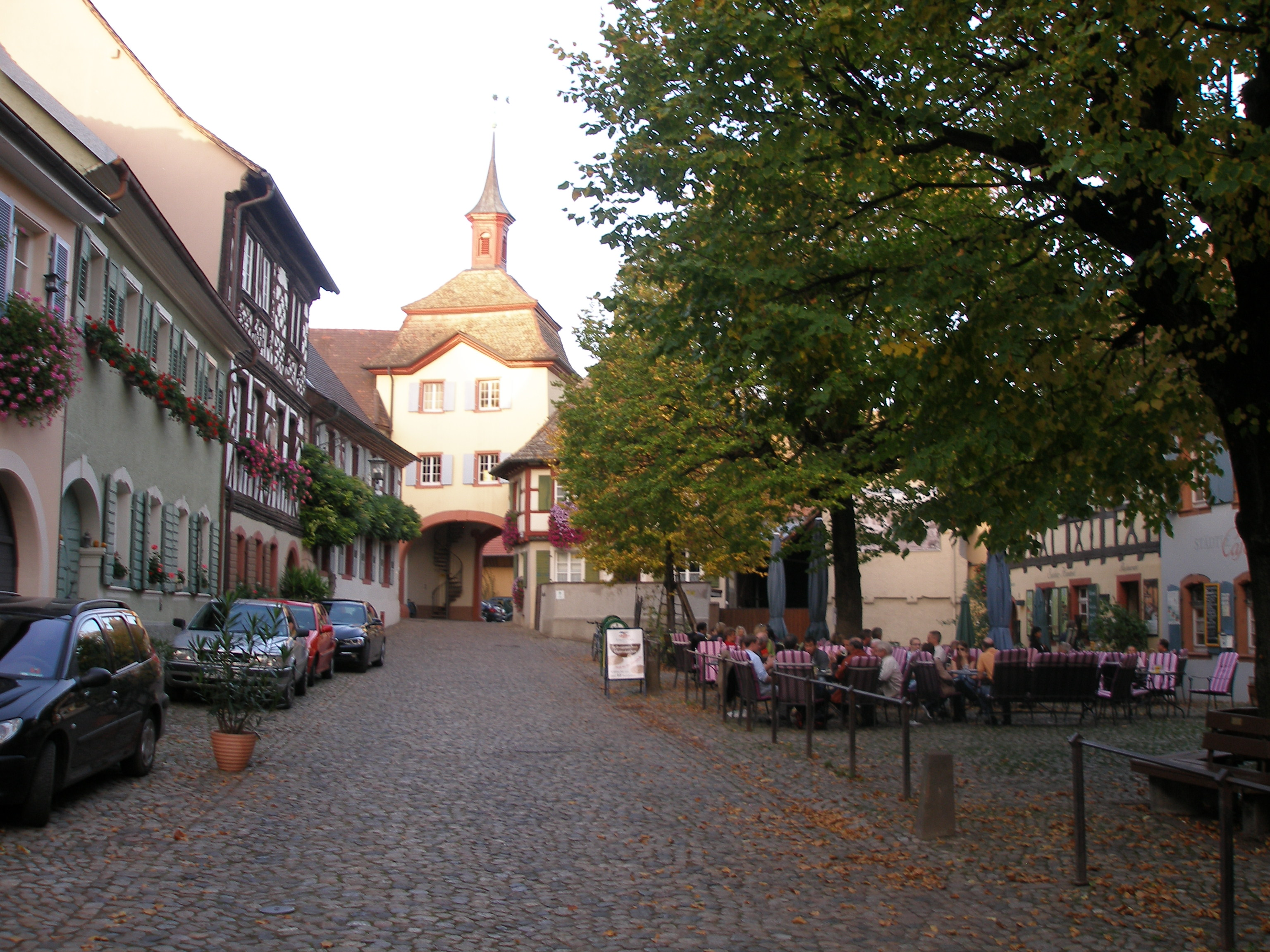
Stadttor am Eingang der Mittelstadt
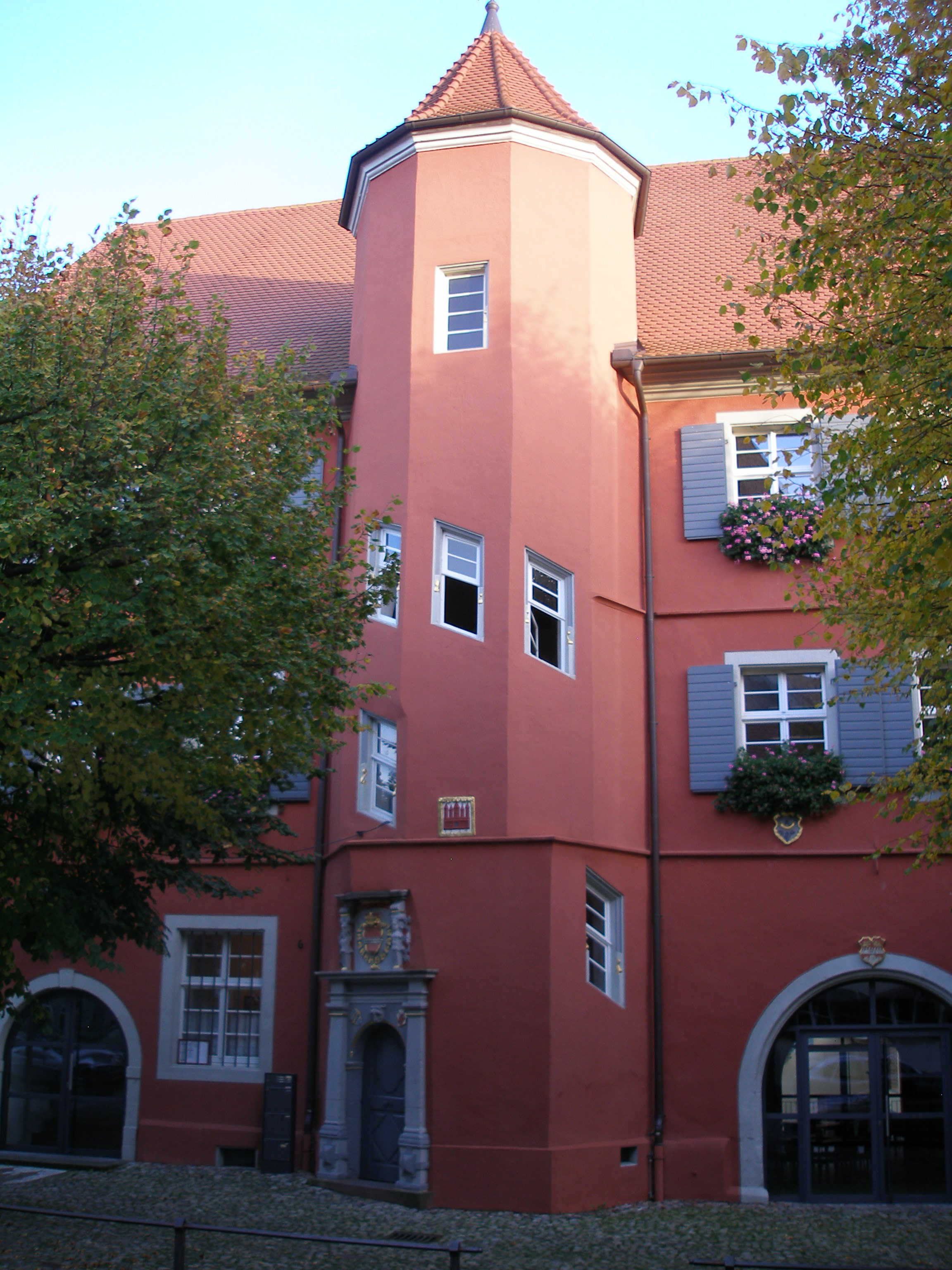
Rathaus
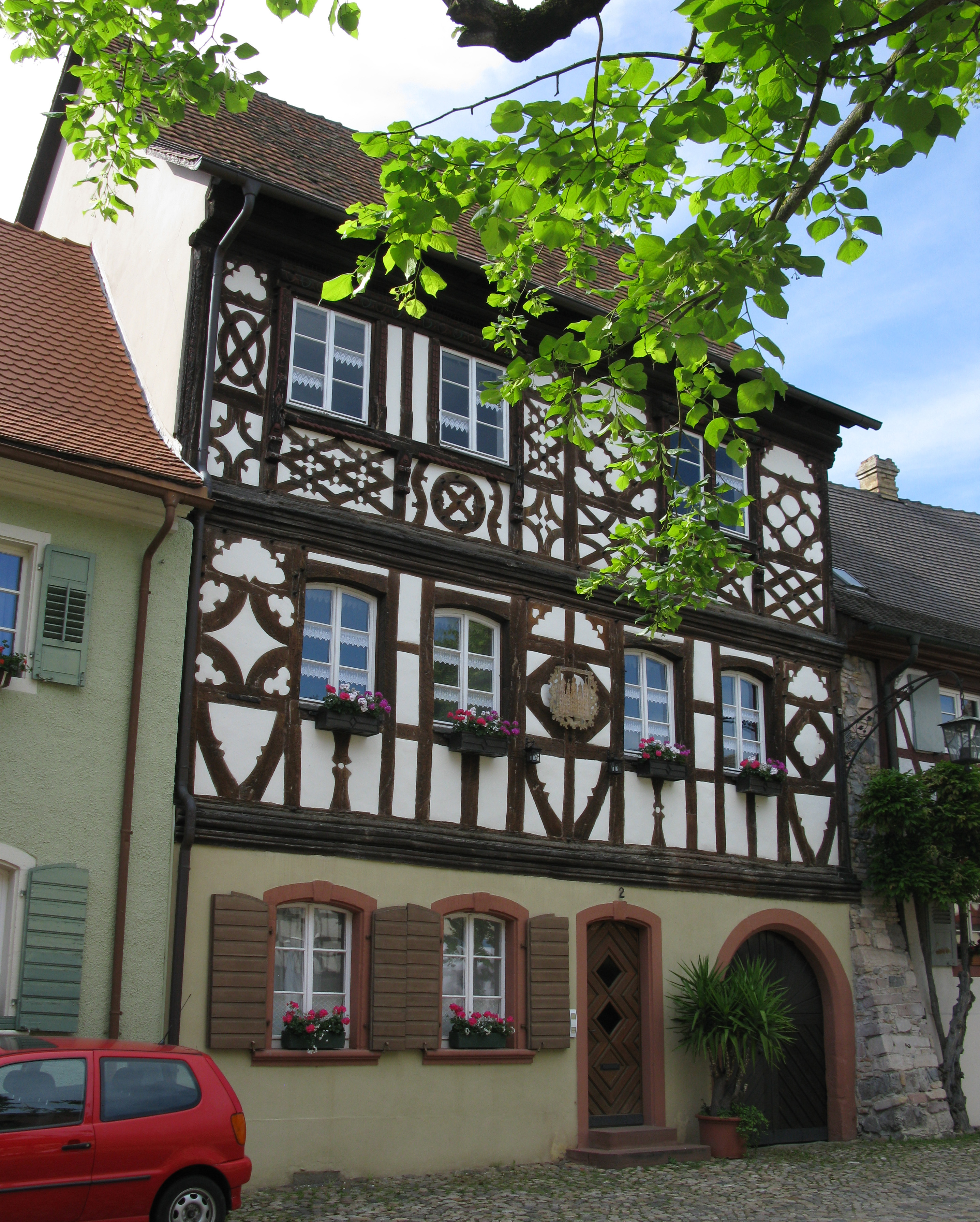
Haus zu den fünf Türmen mit Stadtmauer (rechts)
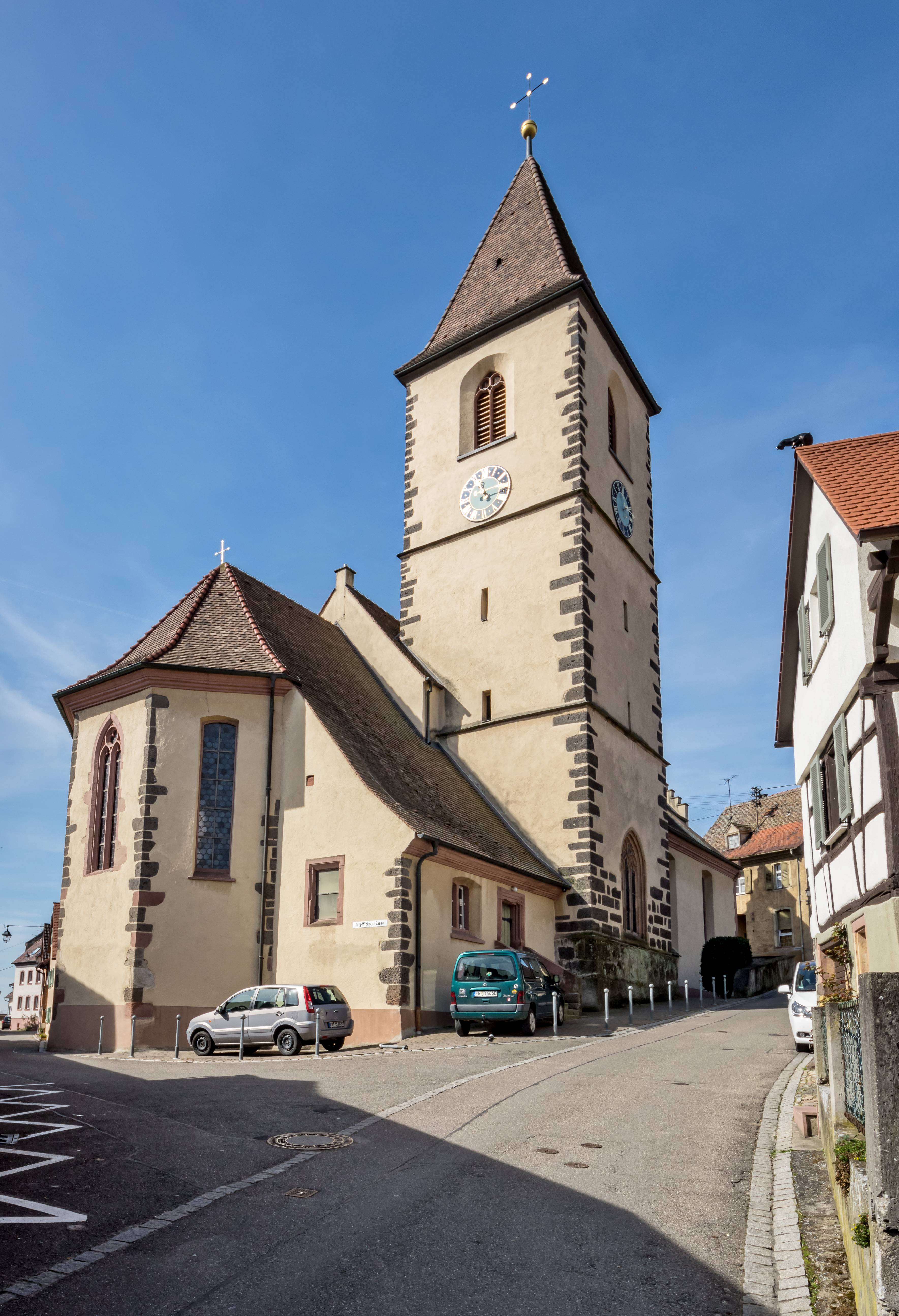
Pfarrkirche St. Pankratius

Das Gebiet östlich des Stadttors, außerhalb der Stadtmauer, wurde erst im 18. und 19. Jahrhundert bebaut, als es innerhalb der Mauern zu eng wurde. Die Gebiete westlich und südwestlich der Altstadt waren vor der Rheinbegradigung nicht besiedelbar, da diese mit unzähligen Seitenarmen des Altrheins durchzogen waren. Diese grenzten zum Teil bis direkt an das tiefer gelegene Fischerviertel. Nach der Rheinbegradigung wurden die nahe der Altstadt liegenden, ehemaligen Schwemmgebiete landwirtschaftlich genutzt. Erst nach dem Zweiten Weltkrieg wurden weitere Gebiete im Süden, Südosten und Südwesten erschlossen. Die Neubaugebiete Krutenau und Mittelsand/Ayle wurden erst ab Mitte der 1970er Jahre erschlossen und bebaut.

## Kultur
Helmut Witt bezeichnete Burkheim 1971 als das badische Rothenburg. Wie in der fränkischen Stadt, finden auch in Burkheim wöchentlich Nachtwächterrundgänge durch die historische Mittelstadt statt.
Weitere regelmäßige Veranstaltungen sind die Vogtsburger Künstlertage, die Burkheimer Weintage oder der dreitägige Vogtsburger Weihnachtsmarkt. Letzterer hatte im Jahr 2012 über 15.000 Besucher. In Burkheim existieren zudem 20 Vereine, darunter die erwähnten Zünfte.
Zudem hat das Korkenziehermuseum Kaiserstuhl seinen Sitz im Ort. Der Dichter Wolfgang Müller von Königswinter beschrieb im 19. Jahrhundert Burkheim als den Ort, an dem Wolfdietrich Buße getan haben soll.

## Persönlichkeiten
- Jörg Wickram (* um 1505 in Colmar; † um 1555/1560 in Burkheim), Schriftsteller, 1555 Stadtschreiber in Burkheim
- Karl Härringer (1913–2008), Jurist, Richter und Gründer des Jugendhilfswerkes in Freiburg im Breisgau, wurde in Burkheim geboren